# Cosmia trapezina
Espèce
Cosmia trapezina, le Trapèze, est une espèce de lépidoptères (papillons) de la famille des Noctuidae commun en Europe.
Il a une envergure de 28 à 38 mm. Il est de coloration très variable. Il passe l'hiver sous forme d'œuf. Il vole la nuit de juillet à septembre selon les régions et est attiré par la lumière et les produits sucrés (notamment le nectar des fleurs).
Sa larve vit sur de nombreux végétaux : Acer, Beta, Corylus, Crataegus, Hippophae, Lilium, Malus, Prunus, Pyrus, Quercus, Rhamnus, Rhododendron, Ribes, Rubus, Salix, Sorbus, Tilia et Ulmus.

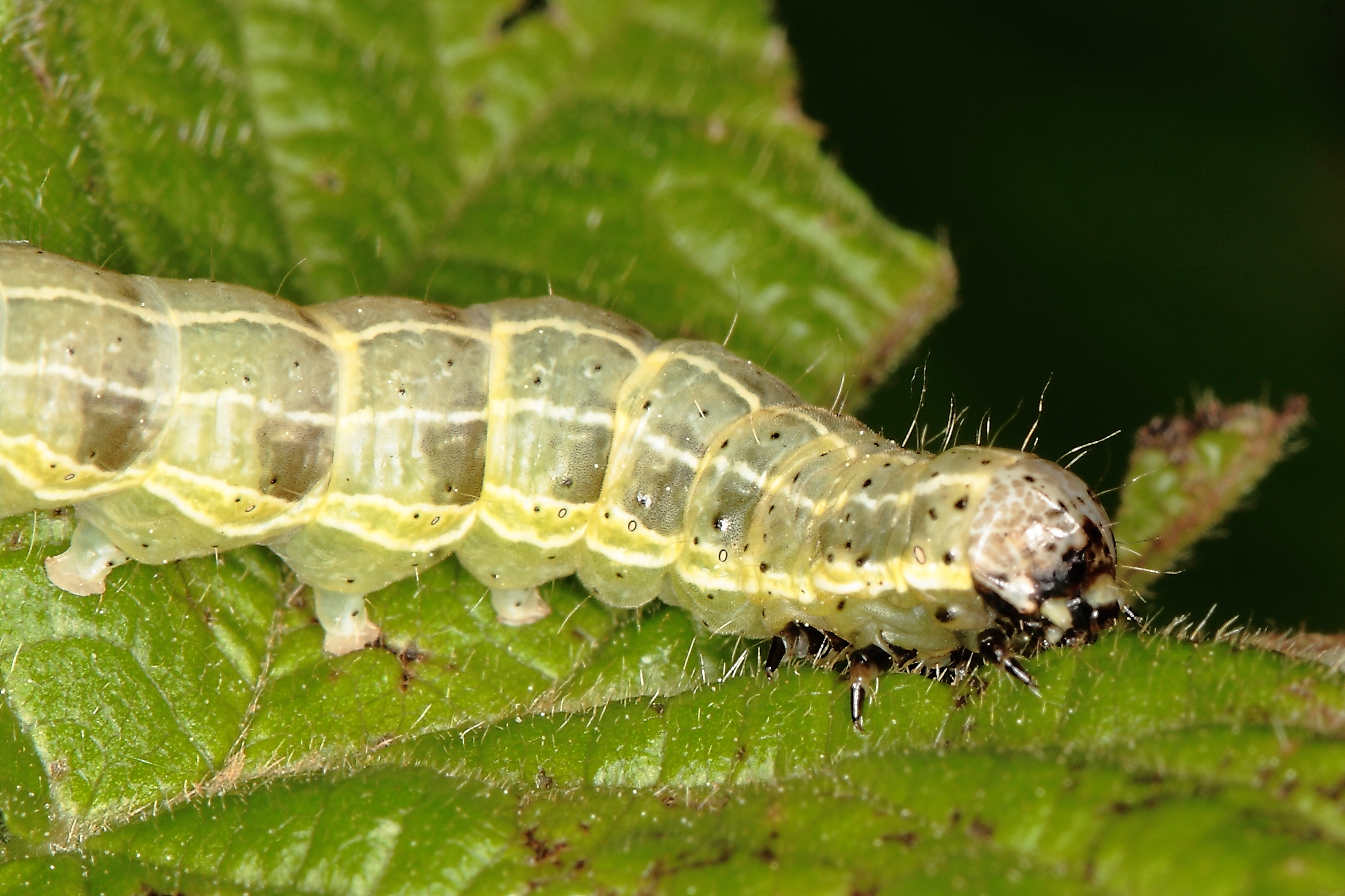
Chenille